# Craig Anderson (basebollspelare)
Craig Anderson, född den 30 oktober 1980 i Gosford i Australien, är en australisk professionell basebollspelare som tog silver vid olympiska sommarspelen 2004 i Aten. Han deltog även vid olympiska sommarspelen 2000 i Sydney.
Anderson spelade 1999-2004 i Seattle Mariners farmarklubbssystem och 2006-2008 i Baltimore Orioles farmarklubbssystem. Han har även spelat i Australien och Nederländerna.
Anderson representerade Australien i World Baseball Classic 2006 och 2009. 2006 spelade han en match och hade en earned run average (ERA) på 13,50 och inga strikeouts och 2009 startade han en match och hade en ERA på 45,00 och en strikeout.